# Фридрих фон Хюкесваген
Фридрих фон Хюкесваген (на немски: Friedrich von Hückeswagen; † сл. 1138) от род Хюкесваген е граф на графството Хюкесваген в Северен Рейн-Вестфалия.
Той е споменат като свидетел в документ от 1138 г. на Кьолнския архиепископ Арнолд I († 1151). През 1260 г. графството Хюкесваген е продадено на графовете на Берг, и Хюкесвагенирите се местят в Моравия.

## Деца
Фридрих фон Хюкесваген има един син:
- Хайнрих фон Хюкесваген († 1205), граф на Хюкесваген